# ولینیه
شهر ولینیه (به سوئدی: Vellinge) در ناحیه شهری ولینیه در کشور سوئد واقع شده‌است. جمعیت این شهر ۲۰۰۰٫۵۲ نفر است.